# Teresa Riera
María Teresa Riera Madurell (Barcelona, España, 13 de octubre de 1950) es una política y científica española afiliada al PSOE.
Es diputada en el Parlamento Europeo desde 2004, fue diputada en el Parlamento de las Islas Baleares y consejera del Consejo de Mallorca de 1989 a 1996. Diputada al Congreso de los Diputados de 1996 a 2004.

## Biografía
Nació el 13 de octubre de 1950 en la ciudad de Barcelona.
Es licenciada en Matemáticas por la Universidad de Barcelona, doctora en Informática por la Universidad del País Vasco, catedrática en Ciencias de la Computación e Inteligencia Artificial en la Universidad de las Islas Baleares entre otros méritos académicos. 

### Carrera política
Afiliada al PSOE desde 1978.En los siguientes dos años, es vocal de la Comisión Ejecutiva de ASU y responsable de la UPC. Ingresa en FETE-UGT en 1980. Es secretaria de Comunicación e Imagen de 1988 a1991 y de Participación de la Mujer de 1991 a1994 en la Comisión Ejecutiva del PSIB-PSOE. Presidenta del PSIB-PSOE (1994-1997). Miembro de la Comisión Ejecutiva Federal del PSOE (1996-2000). Miembro de la Comisión Federal de Garantías del PSOE (2000-2004). Fue diputada en el Parlamento de las Islas Baleares y Consejera del Consejo Insular de Mallorca (1989-1996). Diputada al Congreso de los Diputados (1996-2004). Miembro de la Asamblea Parlamentaria de la OTAN (2000-2004). Secretaria General de la Unión Iberoamericana de la Ciencia, Tecnología y Empresa (2002)
Es eurodiputada por el Partido Socialista Obrero Español por las Islas Baleares tras las elecciones al Parlamento Europeo del 7 de junio de 2009.
Es presidenta del PSIB-PSOE.